# Marcus Stroman
Marcus Earl Stroman (Medford, 1º maggio 1991) è un giocatore di baseball statunitense che gioca nel ruolo di lanciatore per i New York Yankees della Major League Baseball (MLB).

## Carriera

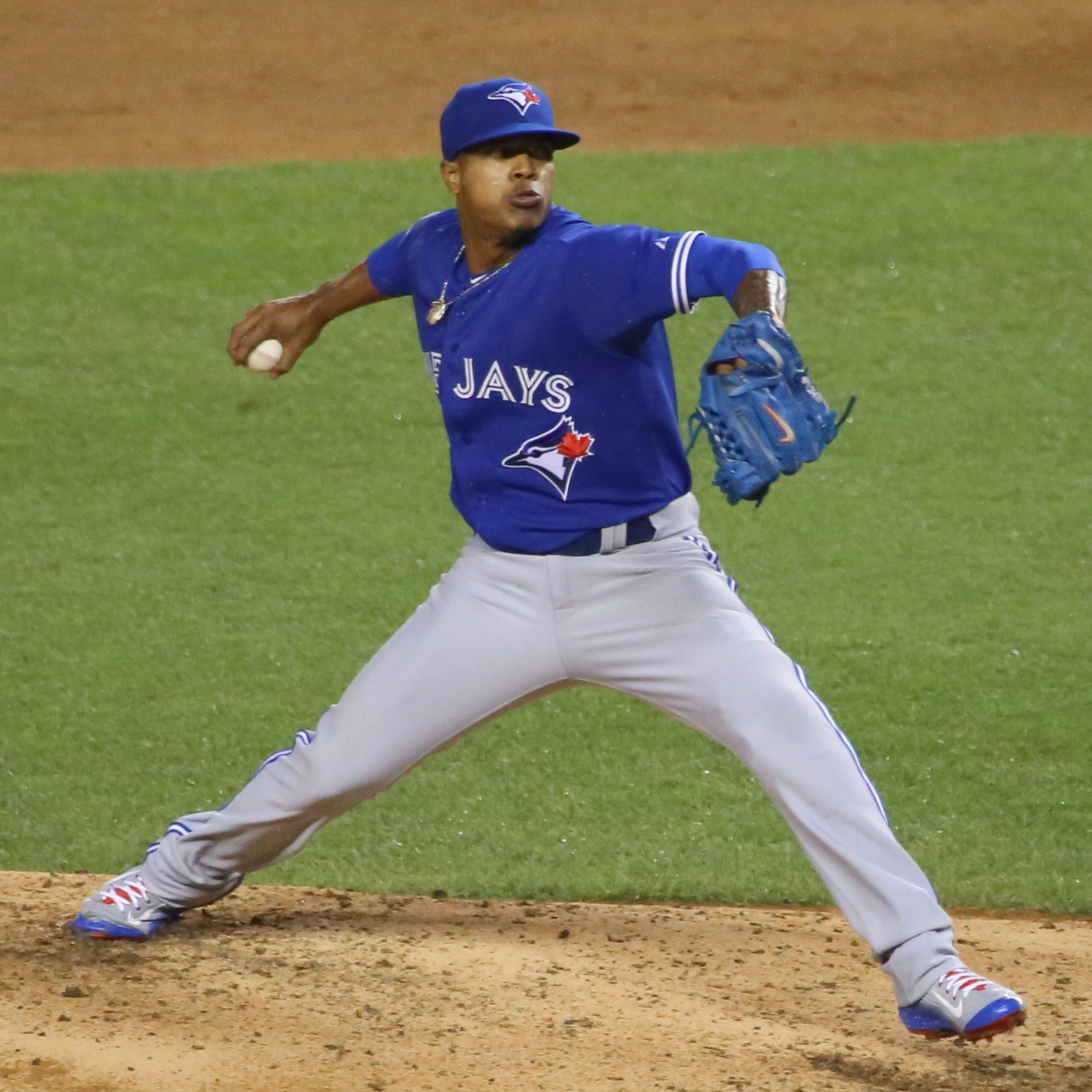
Stroman mentre effettua un lancio nel 2015

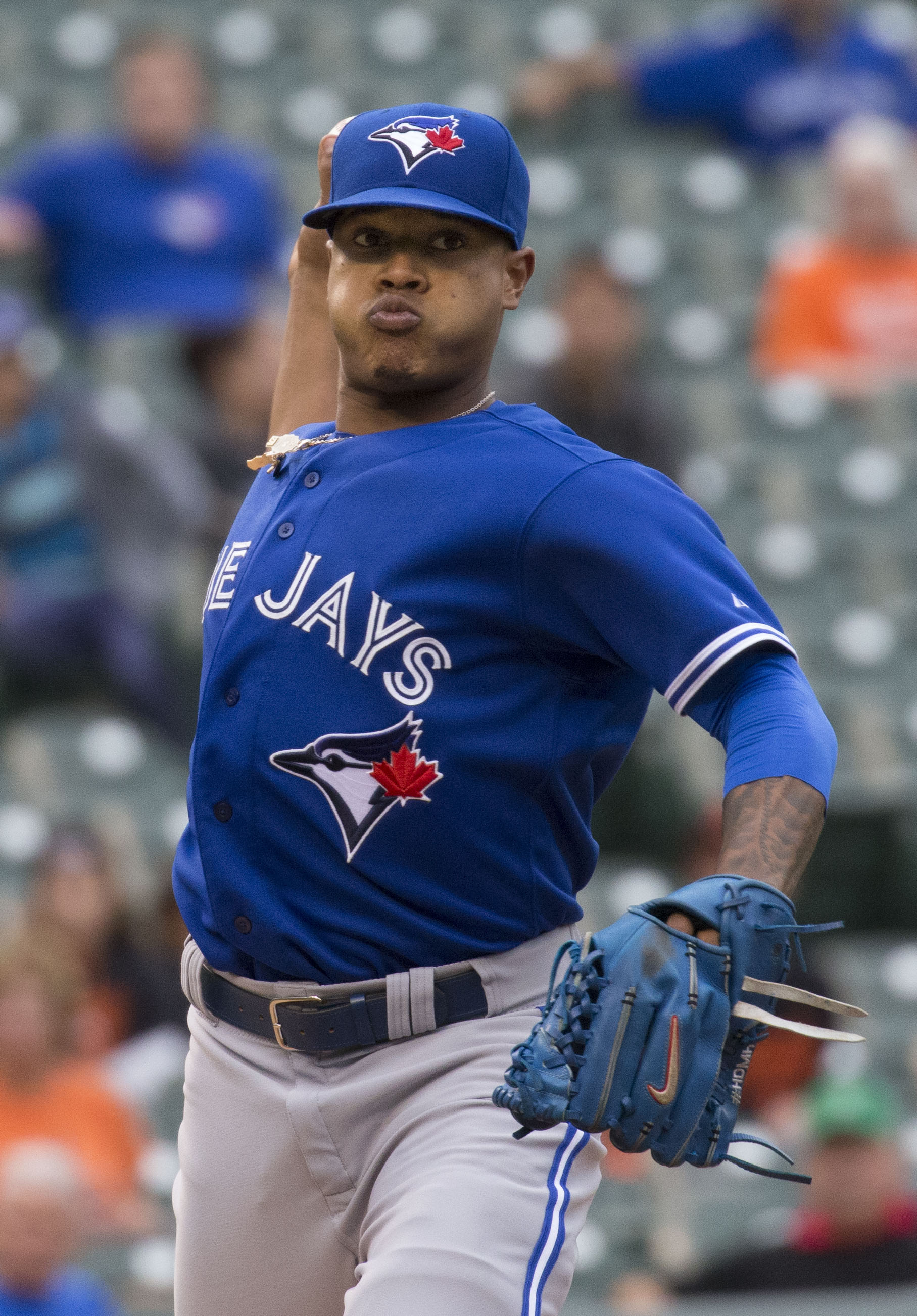
Stroman con i Blue Jays nel 2015

### Inizi e Minor League
Stroman frequentò la Patchogue-Medford High School nella città natale a Medford, nello stato di New York. Da lì venne selezionato la prima volta, durante il 18º turno del draft MLB 2009, dai Washington Nationals. Scelse di non firmare e si iscrisse alla Duke University di Durham, Nord Carolina.
Entrò nel baseball professionistico quando venne selezionato nel primo giro, come 22º scelta assoluta del draft 2012, dai Toronto Blue Jays. Fu il primo giocatore proveniente dalla Duke University, ad essere selezionato nel primo turno del draft. Iniziò lo stesso anno nella classe A-breve e il 1º agosto, venne promosso nella Doppia-A. Il 28 agosto 2012, Stroman venne sospeso per 50 partite dopo essere risultato positivo alla Dimetilamilammina, una sostanza vietata. Giocò nella Doppia-A per l'intera stagione 2013 e fu il lanciatore partente della squadra di Tripla-A, durante partita inaugurale della stagione 2014.

### Major League

#### Toronto Blue Jays
Stroman venne promosso nel roster principale della squadra il giorno prima del debutto, avvenuto il 4 maggio 2014 al PNC Park di Pittsburgh contro i Pittsburgh Pirates. Schierato come lanciatore di rilievo nell'ottavo inning, concesse un triplo, colpì il battitore seguente con un lancio e subì un punto; per questi motivi venne sostituito prima della fine dell'inning. Il 6 maggio contro i Phillies, disputò la sua seconda partita in cui giocò per 1.1 inning, realizzando il suo primo strikeout, concedendo una valida e ottenendo la sua prima vittoria. La sua prima annata si chiuse con un record di 11–6, 3.65 di media PGL e 111 strikeout. Disputò 26 partite nella MLB (20 da partente) e 7 nella Tripla-A.
Nel 2015 iniziò la stagione in lista infortunati dopo essersi operato al legamento crociato anteriore di un ginocchio. La prima partita la disputò solamente il 12 settembre, chiudendo la stagione regolare con un bilancio di 4-0.
Il 23 marzo 2016, Stroman fu nominato partente per la giornata di apertura dei Blue Jays, guidando la squadra alla vittoria contro i Tampa Bay Rays. La sua annata fu però meno positiva delle precedenti, chiudendo con un record di 9–10, 4.37 di media PGL e 166 strikeout. Fu anche il partente della gara del turno delle wild card, vinta da Toronto contro i Texas Rangers.
Prima della stagione MLB 2017, Stroman partecipò con la nazionale statunitense al World Baseball Classic 2017, vincendo il torneo e venendo premiato come miglior giocatore della manifestazione.
Il 25 aprile 2017 contro i Cardinals, Stroman come battitore, realizzò la sua prima valida, un doppio, nella parte alta dell'undicesimo inning. Il 18 maggio contro i Braves, batté il suo primo fuoricampo nel suo secondo turno di battuta della partita.
Concluse la stagione con un bilancio di 13-9, venendo premiato con il suo primo Guanto d'oro per le sue prestazioni a livello difensivo.

#### New York Mets
Il 28 luglio 2019, i Toronto Blue Jays scambiarono Stroman (assieme a una cifra in denaro) con i New York Mets per i prospetti Anthony Kay e Simeon Woods-Richardson.
Stroman perse l'inizio della stagione 2020 a causa di un infortunio al polpaccio sinistro. Il 10 agosto 2020, prima del suo rientro, Stroman annunciò la decisione di non partecipare alla stagione 2020 a causa dei rischi derivati dalla pandemia di COVID-19.

#### Chicago Cubs
Il 1º dicembre 2021, Stroman firmò un contratto triennale dal valore complessivo di 71 milioni di dollari con i Chicago Cubs.

#### New York Yankees
Il 12 Gennaio 2024, Stroman firmò un contratto biennale dal valore complessivo di 37 milioni di dollari con i New York Yankees. 

## Palmarès

### MLB
- MLB All-Star: 1

2019
- Guanti d'oro: 1

2017

### Nazionale
- World Baseball Classic:  Medaglia d'Oro

Team USA: 2017
- Miglior giocatore del World Baseball Classic 2017